# Jiří Anderle
Jiří Anderle, né le 14 septembre 1936 à Pavlíkov, est un artiste peintre, graphiste et graveur tchèque. Il est lauréat de la médaille du Mérite de la République tchèque et de la Médaille Artis Bohemiae Amicis.

## Biographie
De 1955 à 1961, Jiří Anderle étudie la peinture et l'art graphique à l'Académie des Beaux-Arts de Prague. De 1961 à 1968, il travaille au Théâtre Noir de Jiří Srnec, un centre avant-gardiste de Prague. Il est assistant des professeurs Jiří Trnka et Zdeněk Sklenář à la Faculté d'Art Appliqué de Prague de 1969 à 1973.

## Récompenses
- Médaille du Mérite de la République tchèque (en)
- Médaille Artis Bohemiae Amicis
- Prix Vladimíra-Boudníka